# Ставкі (Янівський повіт)
Ставкі (пол. Stawki) — село в Польщі, у гміні Поток-Великий Янівського повіту Люблінського воєводства.
Населення — 274 особи (2011).
У 1975-1998 роках село належало до Тарнобжезького воєводства.

## Демографія
Демографічна структура станом на 31 березня 2011 року:
|          | Загалом | Допрацездатний вік | Працездатний вік | Постпрацездатний вік |
| -------- | ------- | ------------------ | ---------------- | -------------------- |
| Чоловіки | 140     | 28                 | 99               | 13                   |
| Жінки    | 134     | 25                 | 74               | 35                   |
| Разом    | 274     | 53                 | 173              | 48                   |